# Bill Evans (saxofonist)

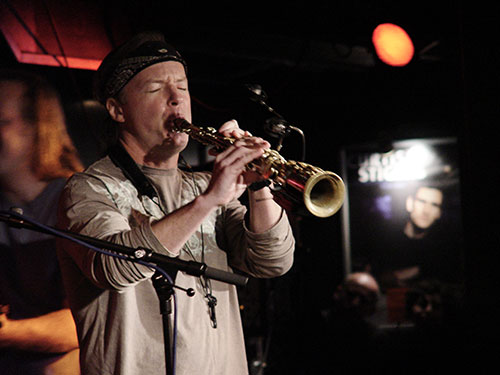
Bill Evans in Berlijn

William D. "Bill" Evans (Clarendon Hills, 9 februari 1958) is een Amerikaans jazzsaxofonist. Tot de middelbare school leerde Evans klarinet spelen. Later op de middelbare school begon hij met het leren bespelen van tenorsaxofoon, samen met saxofonist Vince Micko. Zijn stijl is beïnvloed door muzikanten als Sonny Rollins, Joe Henderson, John Coltrane, Stan Getz, Steve Grossman en Dave Liebman.

## Biografie
Evans speelt vooral tenor- en sopraansaxofoon. Toen hij in 1979 verhuisde naar New York, besteedde hij ontelbare uren aan het spelen van jazzstandards om zo zijn improvisatievermogen te perfectioneren. Toen hij 22 jaar was, speelde hij mee met Miles Davis. Noemenswaardige albums die hij opnam met Miles Davis zijn: The Man with the Horn, We Want Miles, Star People en Decoy.
In de jaren 80 en 90 was Evans lid van de band Elements.
Sinds de jaren 90 gaf Bill Evans met zijn band bijna honderd concerten per jaar over de hele wereld. Hij nam een twintigtal solo-cd's op en was twee keer genomineerd voor een Grammy Award. Hij nam in 2009 de bekroonde cd Bill Evans - Vans Joint op samen met de WDR Big Band.

## Discografie
- Living in the Crest of a Wave (1984, Elektra/Musician)
- The Alternative Man (1986, Blue Note)
- Summertime (1989, Jazz City)
- Let the Juice Loose – Live at the Tokyo Blue Note Vol 1 (1990, Jazz City)
- The Gambler – Live at the Tokyo Blue Note Vol 2 (1991, Jazz City)
- Petite Blonde (1992, Lipstick Records)
- Evans, Bailey, Dennis Chambers, Mitchel Forman, Loeb – Petite Blonde (1992, Lipstick Records)
- Push (1993, Lipstick Records)
- Bill Evans & Push – Live in Europe (1995, Lipstick Records)
- Escape (1996, ESC Records)
- Starfish & the Moon (1997, Escapade)
- Touch (1998, ESC/EFA)
- Soul Insider (2000, ESC/EFA)
- Big Fun (2003, ESC Records)
- Soulgrass (2005, BHM Zyx)
- Bill Evans, Randy Brecker − Soulbop Band – Live (2005, BHM/Zyx)
- The Other Side of Something (2007, intuition)
- Vans Joint (2009, BHM/Zyx)
- Dragonfly (2012, Vansman Records)

Met Elements
- Blown Away (1985, Passport Jazz)

Met Gil Evans
- Farewell (1986 [1988])

Met Danny Gottlieb
- Whirlwind (1989, Atlantic)

Met Dino Betti Van Der Noot
- They Cannot Know (1986, Soul Note)